# Nemophora basalistriata
Nemophora basalistriata (лат.) — вид длинноусых молей рода Nemophora (Adelidae). Китай: Сычуань, Цзянси.

## Описание
Переднее крыло 7,8—8,6 мм; размах крыльев 12,0 — 18,0 мм. От близких видов отличается следующими признаками: треугольное желтое пятно на основании передних крыльев, ноги от темно-коричневых до черных, за исключением желтых задних бедер, саккула вальв, слегка расширяется в середине, но не образует углового отростка. Губной щупик 3-сегментный, короткий или средней длины, с густыми приподнятыми волосками. Максиллярный щупик рудиментарный. Голени передних ног имеют апикальные эпифизы; задние голени покрыты густыми волосками.
Переднее крыло ланцетовидное, цвет основания темно-коричневый до черного; основание с треугольным желтым пятном, иногда выходящим на боковой и задний края; средняя часть со светло-желтой до бледно-коричневой поперечной центральной фасцией, окаймленной с обеих сторон черными полосами, слегка изогнутой посередине, боковой край немного шире заднего; диск вершинной области с ярко-синим металлическим блеском, рассеян многочисленными желтыми до коричневатых чешуйками; реснички темно-коричневые до черных с синим металлическим блеском; жилки R3 и R4 разделены. Задние крылья и реснички темно-коричневые до черных; жилка Rs стебельчатая с M1 в базальной 1/3. Брюшко темно-коричневое до черного с желтыми кольцами на каждом заднем крае.